# Damernas keirin i bancykling vid olympiska sommarspelen 2012
Damernas keirin vid olympiska sommarspelen 2012 avgjordes den 7 augusti 2012 i London, Storbritannien.

## Medaljörer
| Event           | Guld                              | Silver          | Brons                |
| Damernas keirin | Victoria Pendleton Storbritannien | Guo Shuang Kina | Lee Wai Sze Hongkong |

## Resultat

### Första omgången

#### Heat 1
| Placering | Cyklist                  |
| --------- | ------------------------ |
| 1         | Kristina Vogel (GER)     |
| 2         | Ekaterina Gnidenko (RUS) |
| 3         | Lisandra Guerra (CUB)    |
| 4         | Juliana Gaviria (COL)    |
| 5         | Monique Sullivan (CAN)   |
| 6         | Clara Sanchez (FRA)      |

#### Heat 2
| Placering | Cyklist                  |
| --------- | ------------------------ |
| 1         | Victoria Pendleton (GBR) |
| 2         | Anna Meares (AUS)        |
| 3         | Natasha Hansen (NZL)     |
| 4         | Fatehah Mustapa (MAS)    |
| 5         | Ljubov Sjulika (UKR)     |
| 6         | Willy Kanis (NED)        |

#### Heat 3
| Placering | Cyklist                  |
| --------- | ------------------------ |
| 1         | Guo Shuang (CHN)         |
| 2         | Simona Krupeckaitė (LTU) |
| 3         | Daniela Larreal (VEN)    |
| 4         | Lee Wai Sze (HKG)        |
| 5         | Lee Hye-Jin (KOR)        |
| 6         | Olga Panarina (BLR)      |

### Uppsamlingslopp

#### Uppsanling 1
| Placering | Cyklist                |
| --------- | ---------------------- |
| 1         | Lee Wai Sze (HKG)      |
| 2         | Willy Kanis (NED)      |
| 3         | Monique Sullivan (CAN) |
| 4         | Lisandra Guerra (CUB)  |
| 5         | Olga Panarina (BLR)    |
| 6         | Juliana Gaviria (COL)  |

#### Uppsamling 2
| Placering | Cyklist               |
| --------- | --------------------- |
| 1         | Clara Sanchez (FRA)   |
| 2         | Natasha Hansen (NZL)  |
| 3         | Daniela Larreal (VEN) |
| 4         | Ljubov Sjulika (UKR)  |
| 5         | Fatehah Mustapa (MAS) |
| 6         | Lee Hye-Jin (KOR)     |

### Andra omgången

#### Heat 1
| Placering | Cyklist                  |
| --------- | ------------------------ |
| 1         | Anna Meares (AUS)        |
| 2         | Monique Sullivan (CAN)   |
| 3         | Lee Wai Sze (HKG)        |
| 4         | Willy Kanis (NED)        |
| 5         | Simona Krupeckaitė (LTU) |
| 6         | Kristina Vogel (GER)     |

#### Heat 2
| Placering | Cyklist                  |
| --------- | ------------------------ |
| 1         | Victoria Pendleton (GBR) |
| 2         | Clara Sanchez (FRA)      |
| 3         | Guo Shuang (CHN)         |
| 4         | Ekaterina Gnidenko (RUS) |
| 5         | Natasha Hansen (NZL)     |
| 6         | Daniela Larreal (VEN)    |

#### Placeringslopp 7:e-12:e plats
| Placering | Cyklist                  |
| --------- | ------------------------ |
| 7         | Simona Krupeckaitė (LTU) |
| 8         | Ekaterina Gnidenko (RUS) |
| 9         | Daniela Larreal (VEN)    |
| 10        | Kristina Vogel (GER)     |
| 11        | Natasha Hansen (NZL)     |
| 12        | Willy Kanis (NED)        |

### Final
| Placering | Cyklist                  |
| --------- | ------------------------ |
| 1         | Victoria Pendleton (GBR) |
| 2         | Guo Shuang (CHN)         |
| 3         | Lee Wai Sze (HKG)        |
| 4         | Clara Sanchez (FRA)      |
| 5         | Anna Meares (AUS)        |
| 6         | Monique Sullivan (CAN)   |